# Nano Omar
Nagi Jamal Omar, bolj znan kot Nano, švedski pevec in besedilopisec *16. december 1986

## Zgodnje življenje
Nano se je rodil 16. decembra 1986 v Tumbi. Njegov oče je palestinec, njegova mama pa iz Ålandskih otokov.  Pri 12 letih se je preselil v rejniško hišo na Gotlandu. Pri 21 letih se je odločil, da se bo osredotočil na družino ter svojo glasbeno kariero.  Trenutno živi s partnerico in štirimi otroki v Södertäljeju.

## Kariera
Spomladi leta 2015 je izdal svoj glasbeni prvenec »Lion«.  Dne 30. novembra 2016 je bilo objavljeno, da je Nano eden izmed 28 udeležencev Melodifestivalena 2017. Na izboru je tekmoval s pesmijo »Hold On«.  Nastopil je v prvem polfinalu in se uvrstil v finale.  V finalu je po skupnem seštevku zasedel drugo mesto. Po mnenju žirije je bil na drugem mestu, po telefonskem glasovanju pa na prvem. 
Dne 27. novembra 2018 so objavili, da bo Nano ponovno nastopil na Melodifestivalen 2019 s pesmijo »Chasing Rivers«. Nastopil je v prvem polfinalu in se uvrstil na četrto mesto in tako prišel v krog srečnih poražencev ter za svojega nasprotnika dobil Vlada Reiserja, ki ga je tudi premagal. V finalu se je uvrstil na osmo mesto. 

## Diskografija

### Pesmi
- »Lion« (2015)
- »Hold On« (2017)
- »Chasing Rivers« (2019)